# Hans-Michael Kissel

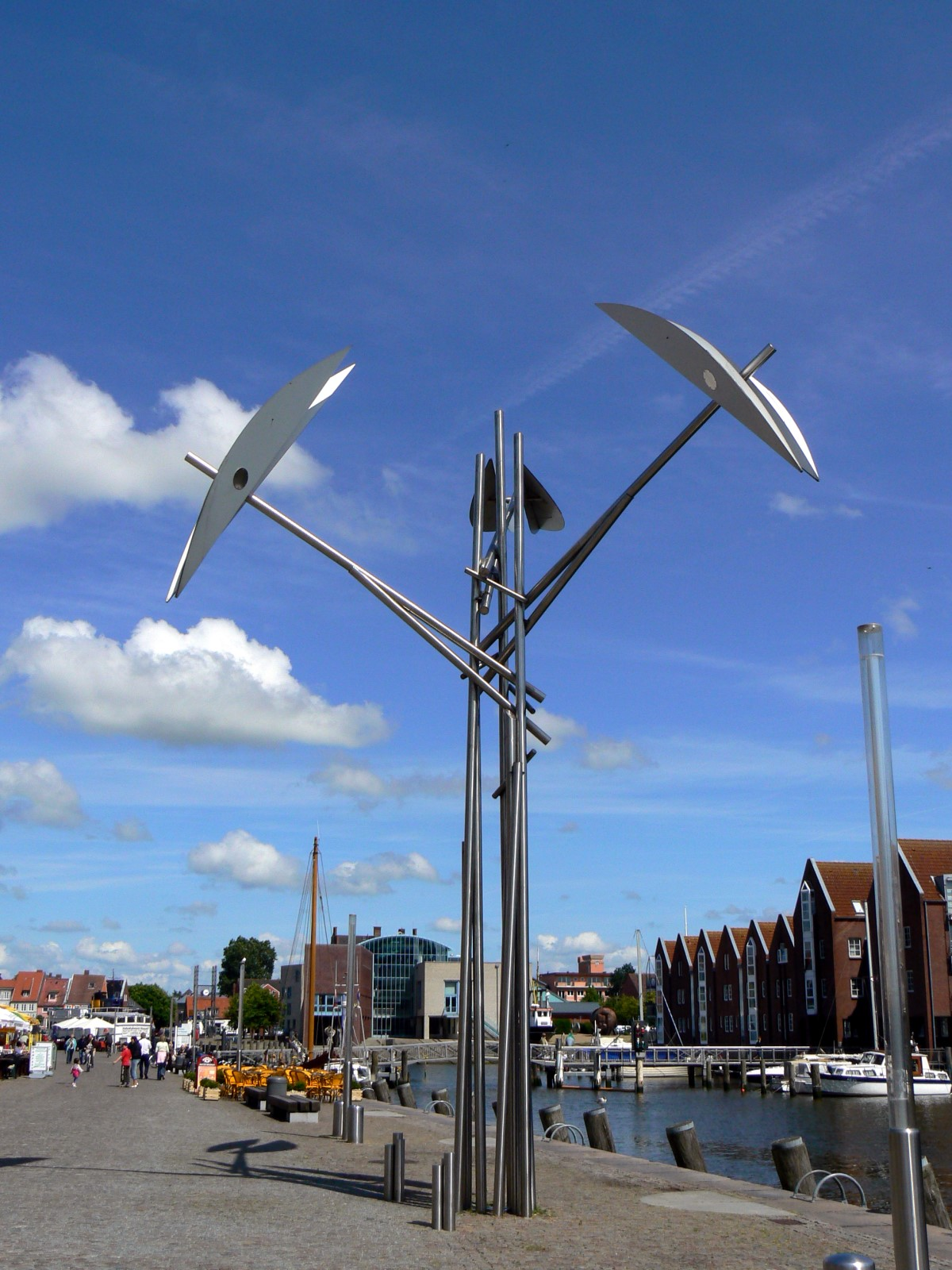
Kinetische Skulptur, Husum

Hans-Michael Kissel (* 1942 in Worms) ist ein deutscher Bildhauer.
Er ist bekannt für seine wind-kinetischen Skulpturen.

## Leben
Die Suche nach kreativen Berufen führte Kissel zu einer Ausbildung in Metallgestaltung, Silberschmieden und Holzverarbeitung im Bereich der Innenarchitektur. Es folgte ein Besuch der Zeichenakademie in Hanau sowie eine Ausbildung in Design und Bildhauerei an der Hochschule für Gestaltung in Schwäbisch Gmünd. Nach Studienaufenthalten in skandinavischen Ateliers entstanden erste Neuentwicklungen im Bereich der kinetischen Kunst. Seit 1970 arbeitet Kissel als selbstständiger Kinetiker. Mehrere Projekte des Künstlers wurden im Fernsehen präsentiert und filmisch dokumentiert.
1998 war Kissel Dozent an der Sommerakademie Hanau.
Er wohnt und arbeitet in Ladenburg.

## Werk
Das Augenmerk Kissels zielt auf die Spannung zwischen dem Geistigen und der sinnlich erfassbaren Wirklichkeit. Sein Interesse gilt der Beziehung des Menschen zu Natur und Kosmos.

### Werke (Auswahl)
- Windflügelkonstruktion (1978), Universität Kaiserslautern
- Baum der Erkenntnis – Lebensbaum als kinetisches Objekt (1990), Kunstpfad Universität Ulm
- Rotierender Fußball (1992), Trainingsplatz des Karlsruher SC
- Kinetischer Baum (1992), Kurt-Schumacher-Straße in Karlsruhe
- Baum der Eitelkeit (1992), Sammlung Heinrich Vetter im Luisenpark in Mannheim
- Im Sternzeichen des Dädalus (1993/94), Staatliche Zeichenakademie Hanau
- Flügelformen in immer neuer Bewegungsvielfalt (1994), Dossenheim
- Life is movement (1996), Skulpturenpark Heidelberg
- Hommage à Galileo – kinetische Scheibenskulptur (1996),[1] Hubert-Sternberg-Schule in Wiesloch
- Von Flügeln begleitet (1998)[2], Schwetzingerstraße in Wiesloch
- Blätterphantasie (2002), Ladenburg
- Kinetische Skulptur (2003), Husumer Hafen in Husum in Nordfriesland
- Silberschwingen (2004),[3] Ausfallstraße von Wiesloch nach Walldorf
- Sky Bird (2006)[4], Gutenbergplatz, Mörfelden-Walldorf
- Kreuz (2009), Krypta von St. Gallus (Ladenburg)
- Windvögel (2010), Vogelstang in Mannheim
- Windskulptur (dreiteilig), Insel im Untreusee in Hof
- Windskulptur (zweiteilig, 2016), Technische Universität Darmstadt, Hochschulstadion

### Fotogalerie

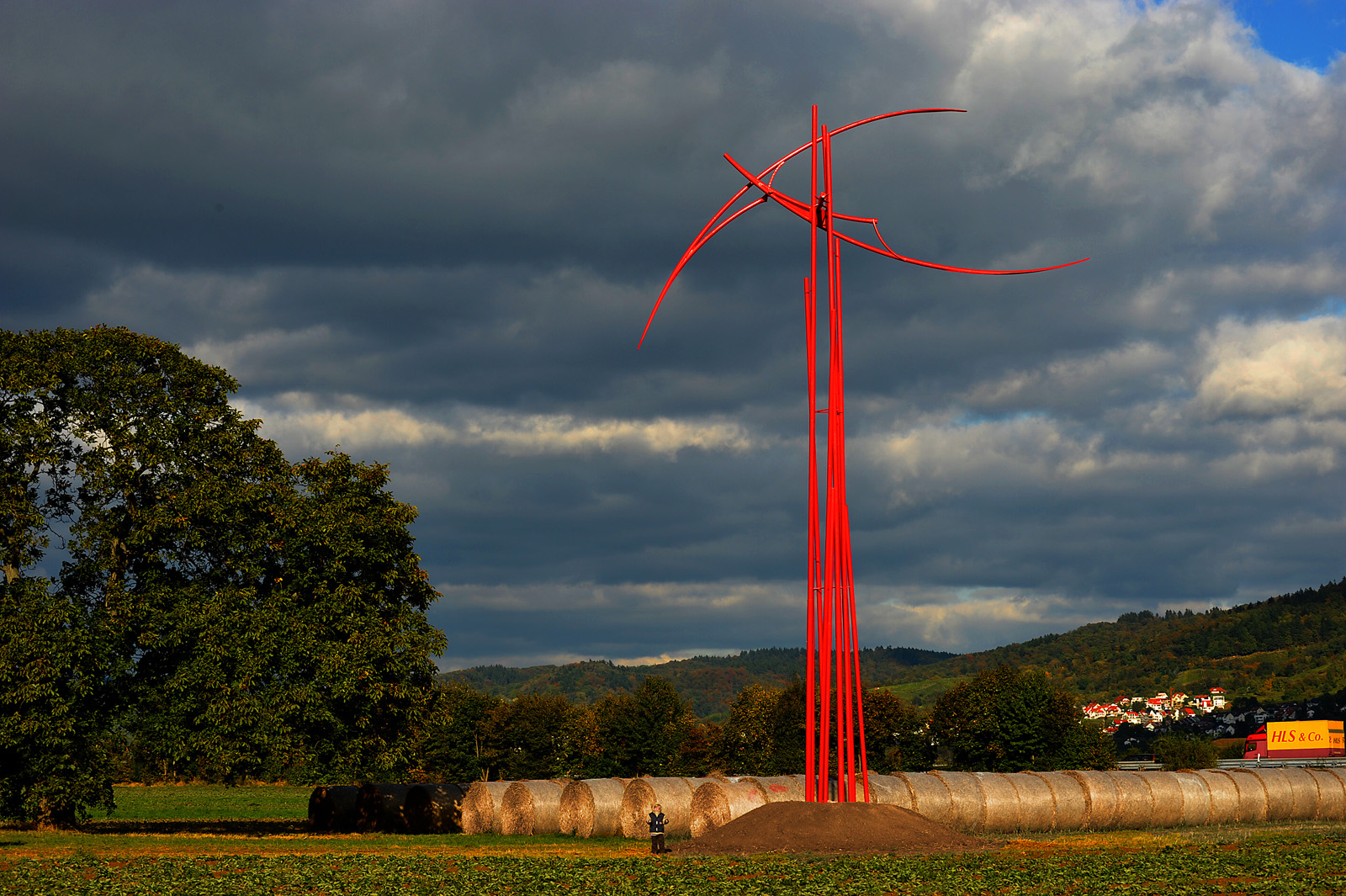
Landmarke, Ladenburg Baumschule Huben
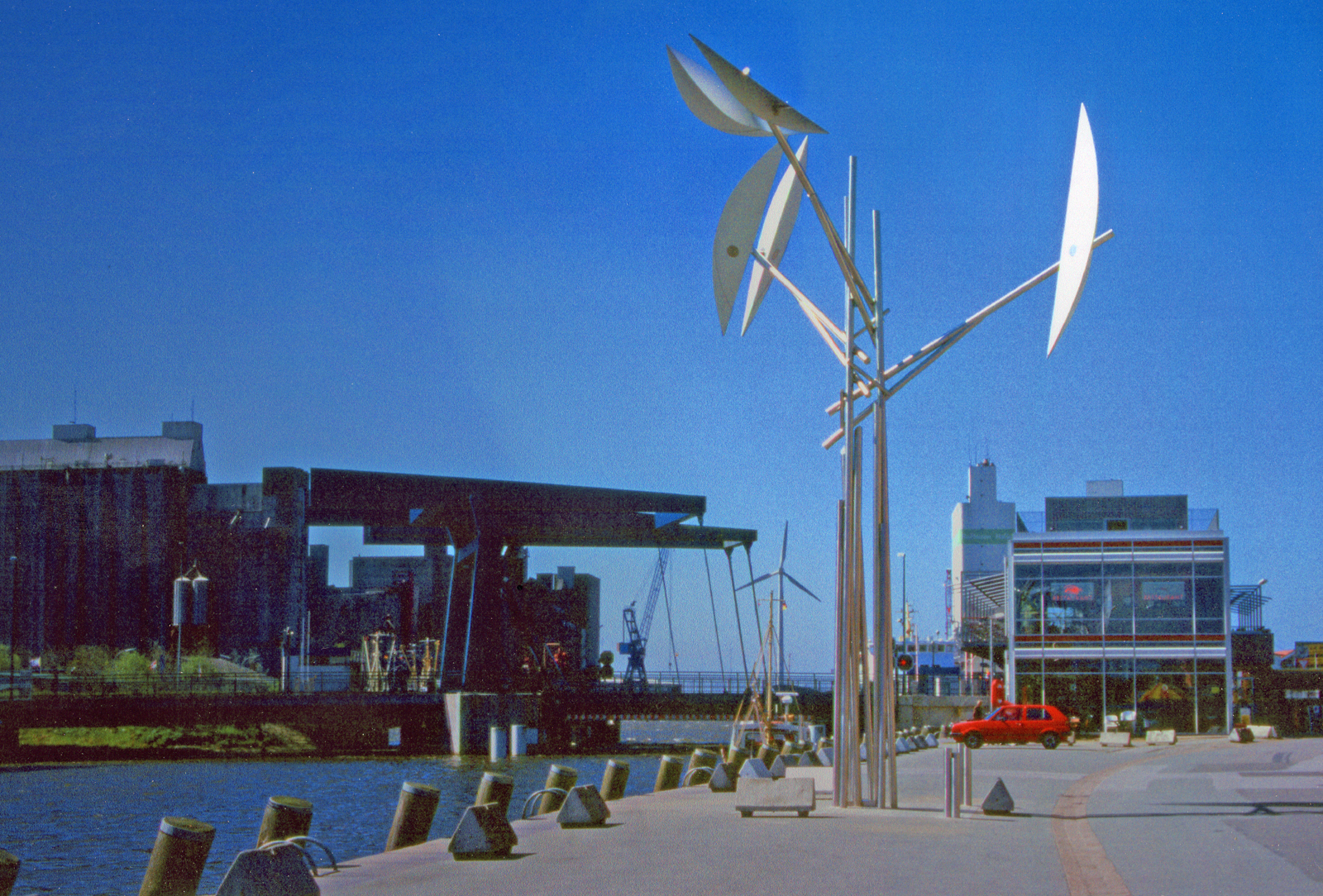
Seezeichen, Hafen Husum
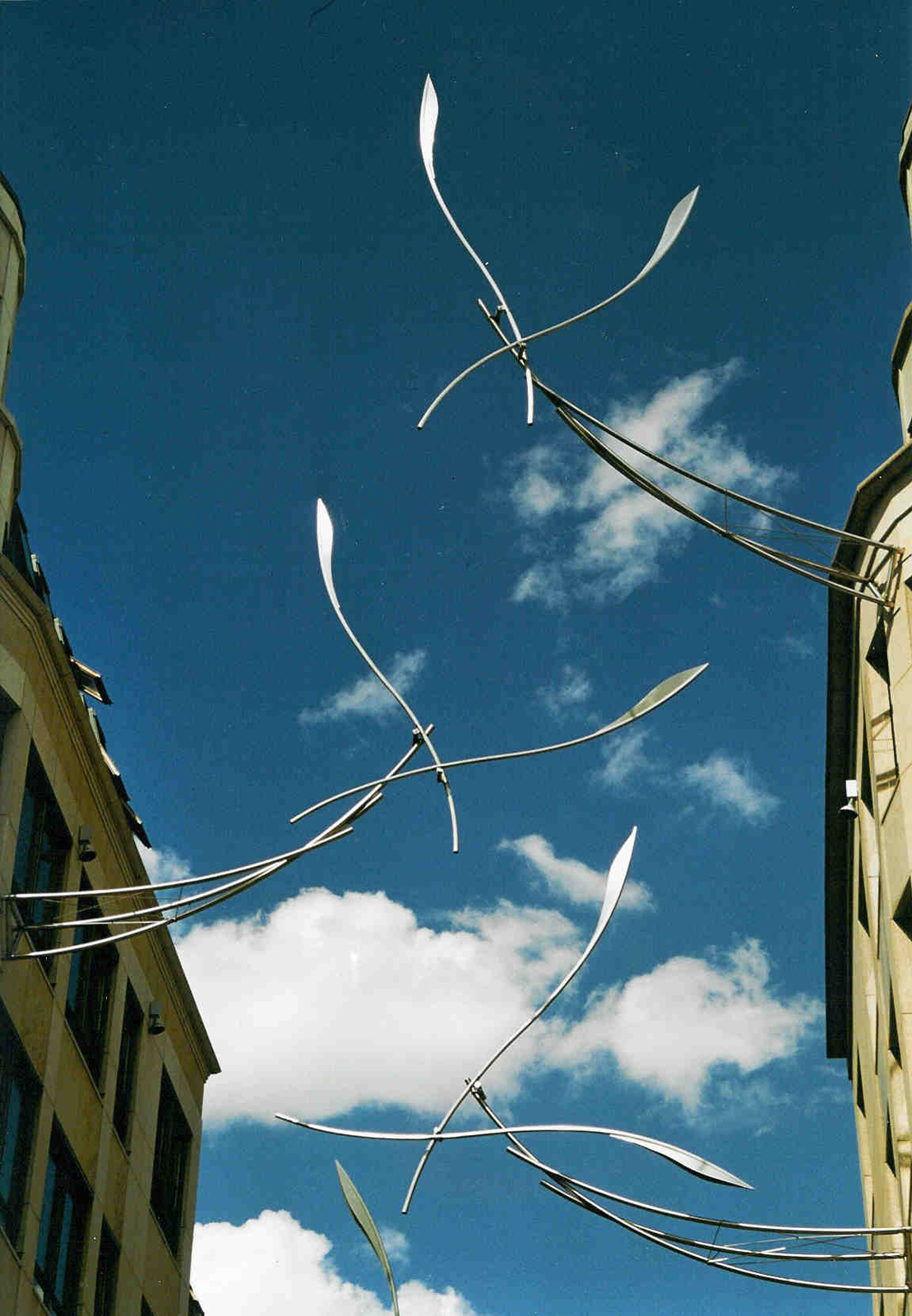
Gestaltung eines Straßenzuges, Ritterpassage Leipzig
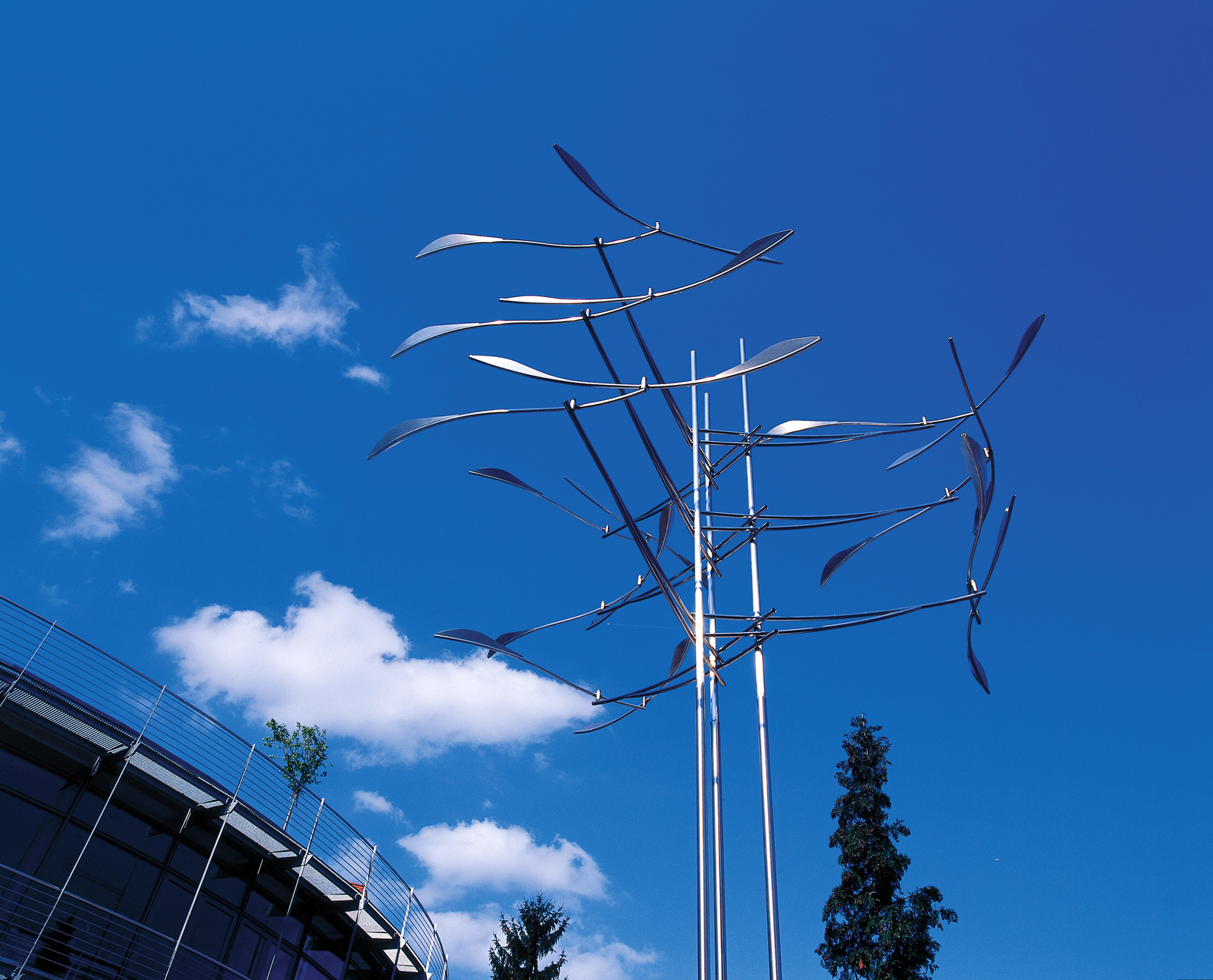
Eine von vier Windskulpturen, Bankareal Heppenheim
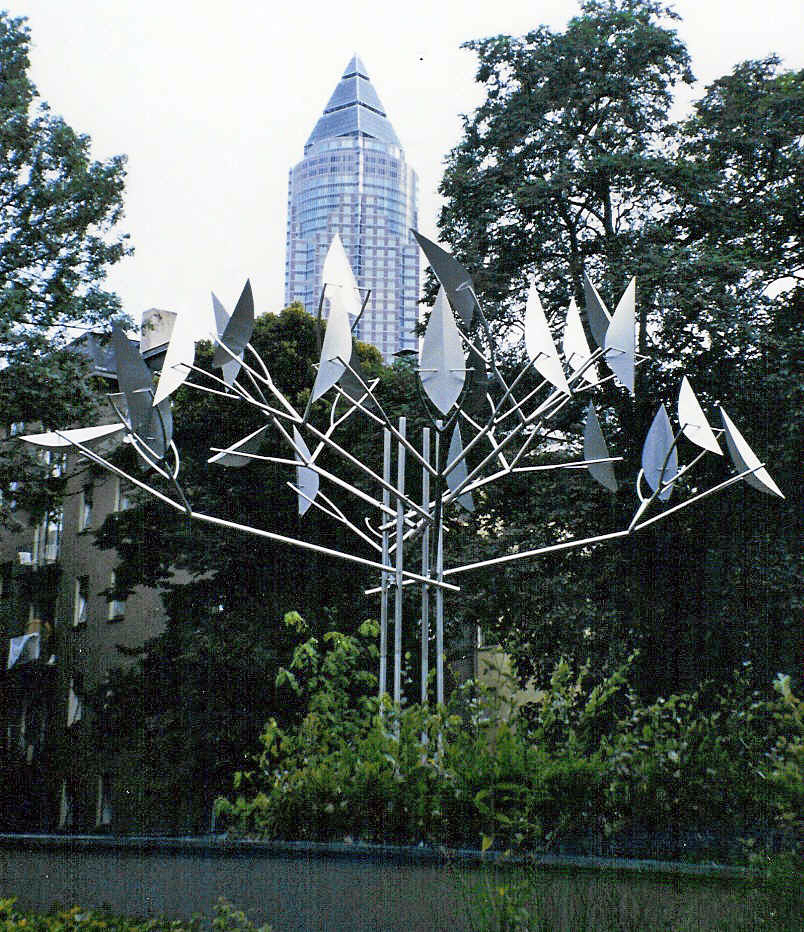
Aktienbaum, Frankfurter Westend
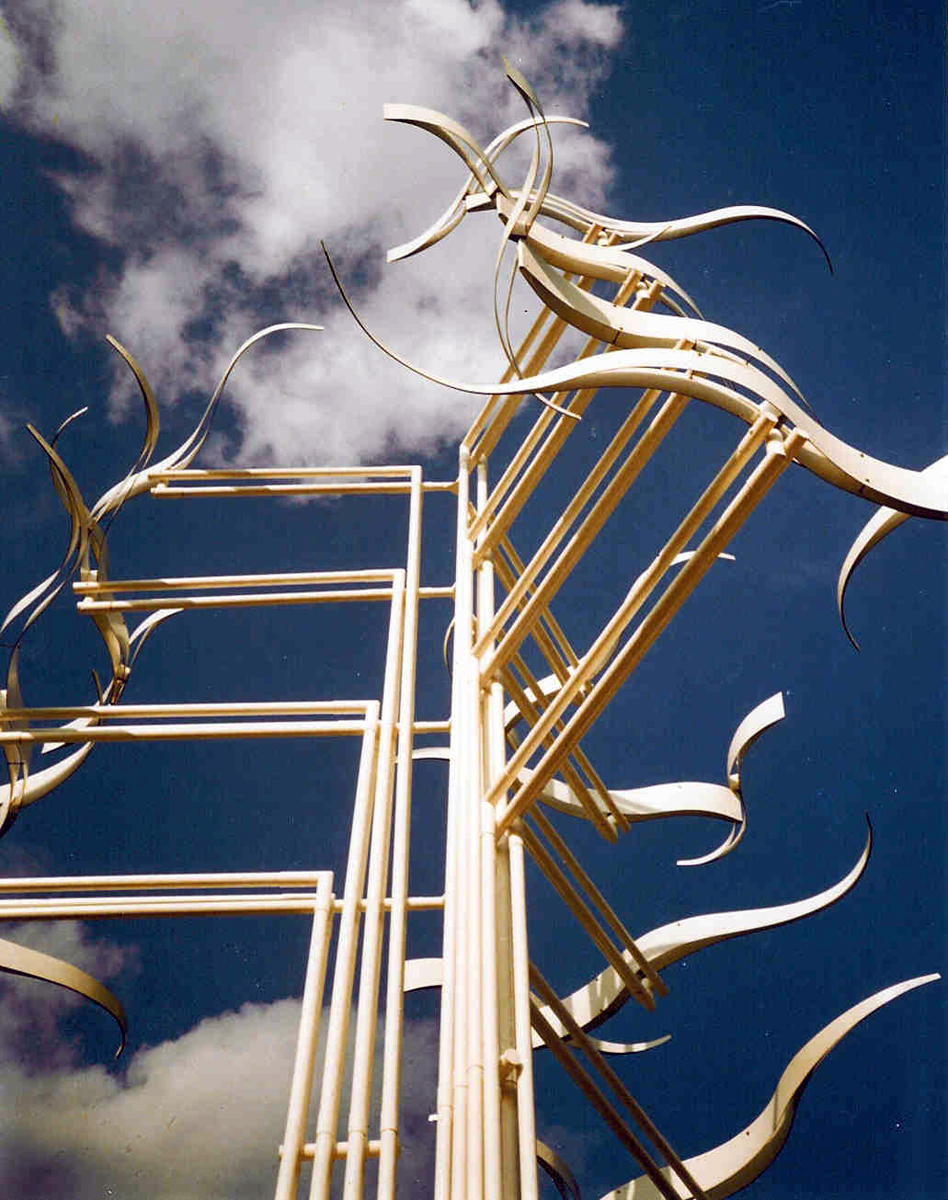
Baum der Erkenntnis, Kunstpfad Universität Ulm
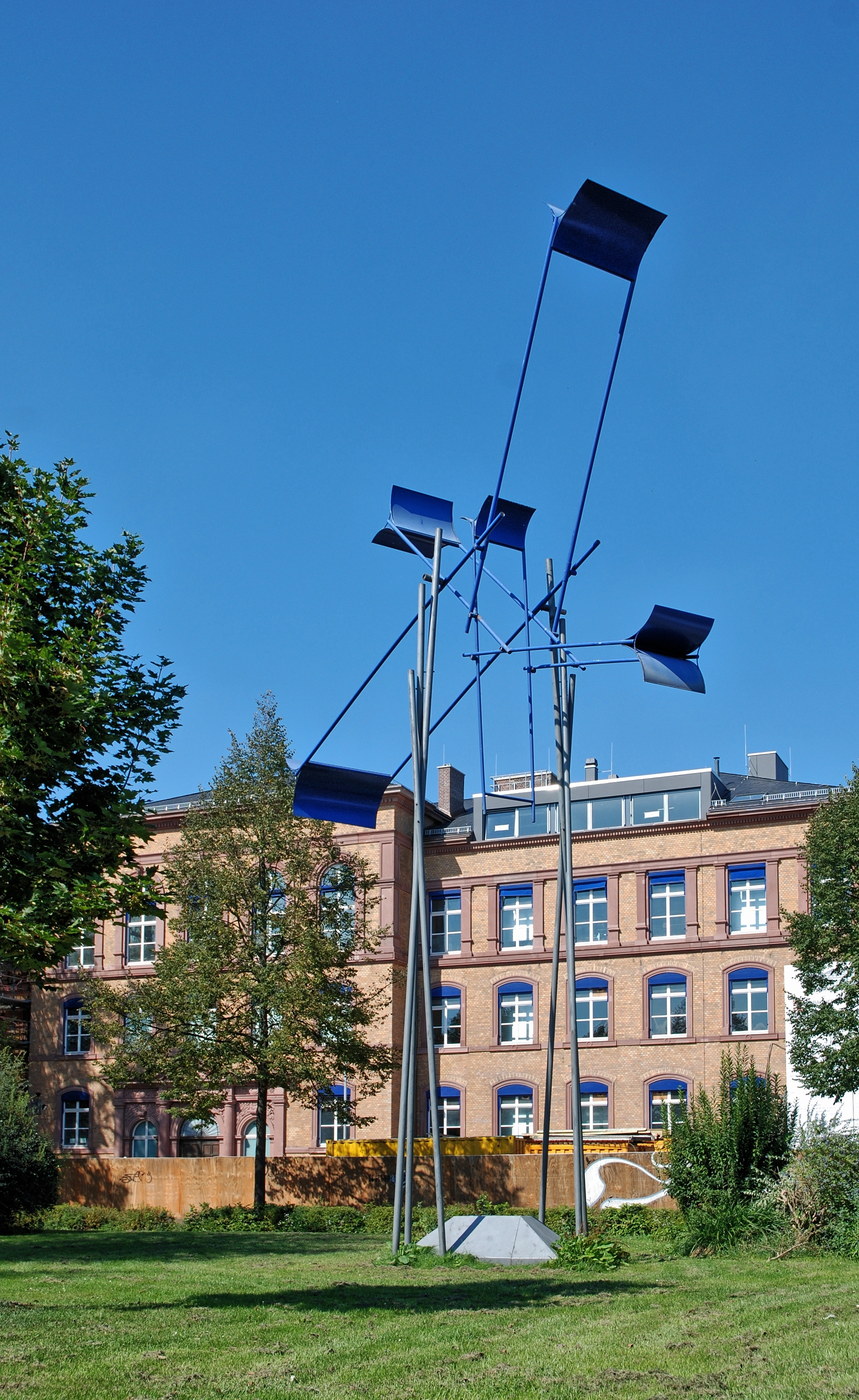
Im Sternzeichen des Dädalus, Zeichenakademie Hanau
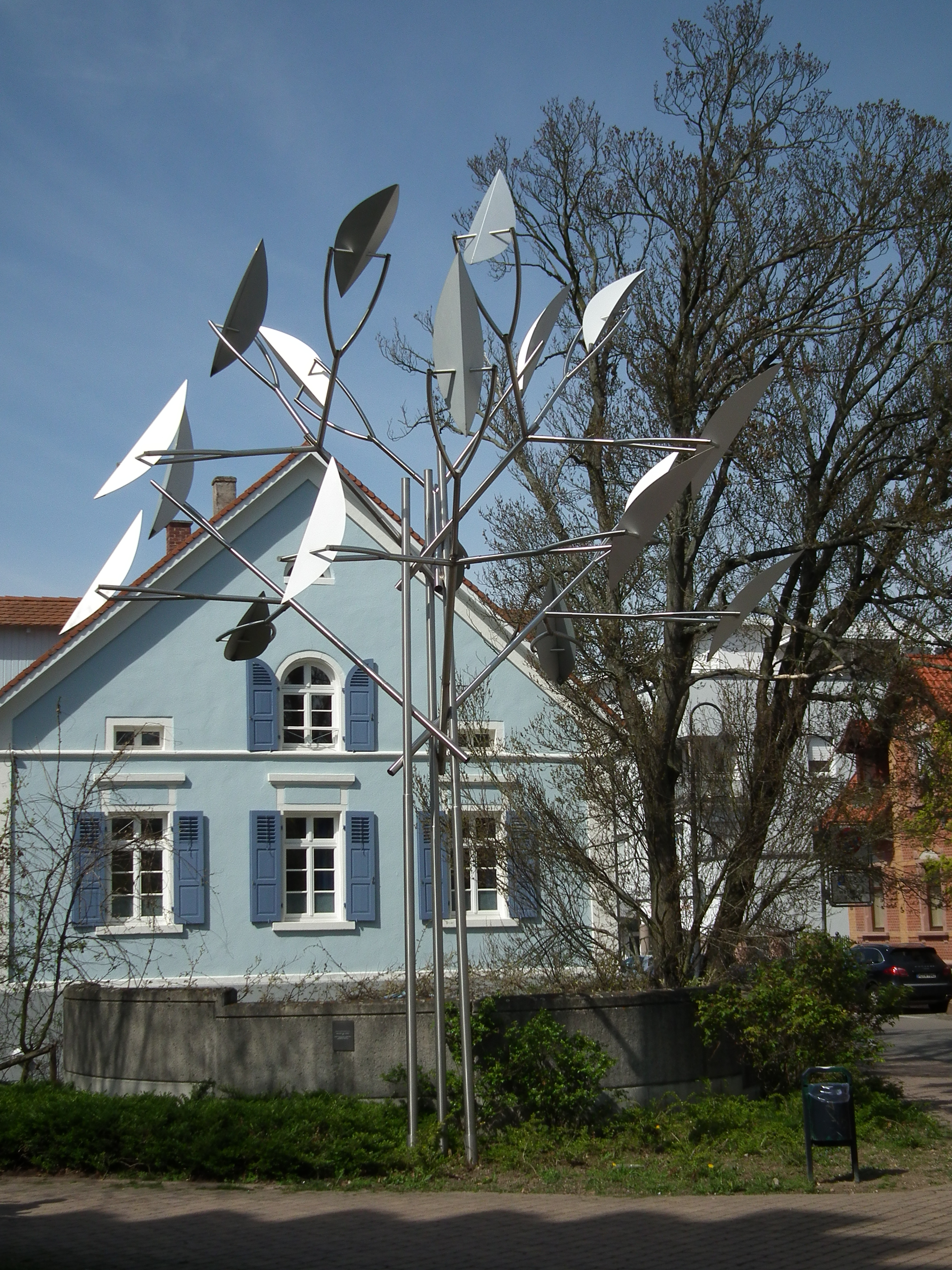
Blätterphantasie, Ladenburg
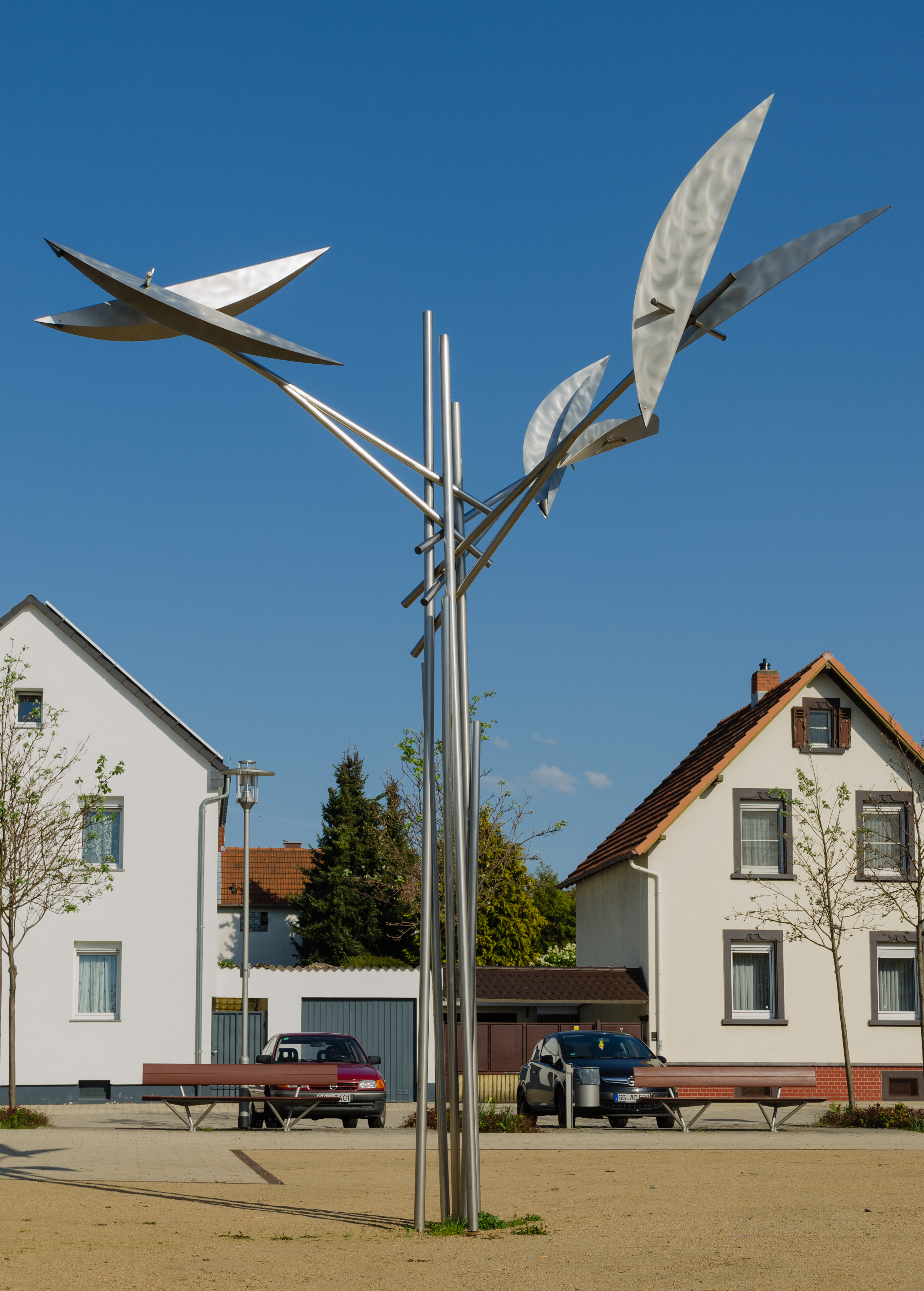
Sky Bird (2006), Mörfelden-Walldorf